# Rocca di Cambio
Rocca di Cambio é uma comuna italiana da região dos Abruzos, província de Áquila, com cerca de 447 habitantes. Estende-se por uma área de 27 km², tendo uma densidade populacional de 17 hab/km². Faz fronteira com Áquila, Lucoli, Ocre (Abruzos), Rocca di Mezzo.

## Demografia
| Variação demográfica do município entre 1861 e 2011                               |
|                                                                                   |
| Fonte: Istituto Nazionale di Statistica (ISTAT) - Elaboração gráfica da Wikipedia |